# Поплавочная удочка

1 — удилище
2 — леска
3 — поплавок
4 — грузило
5 — крючок

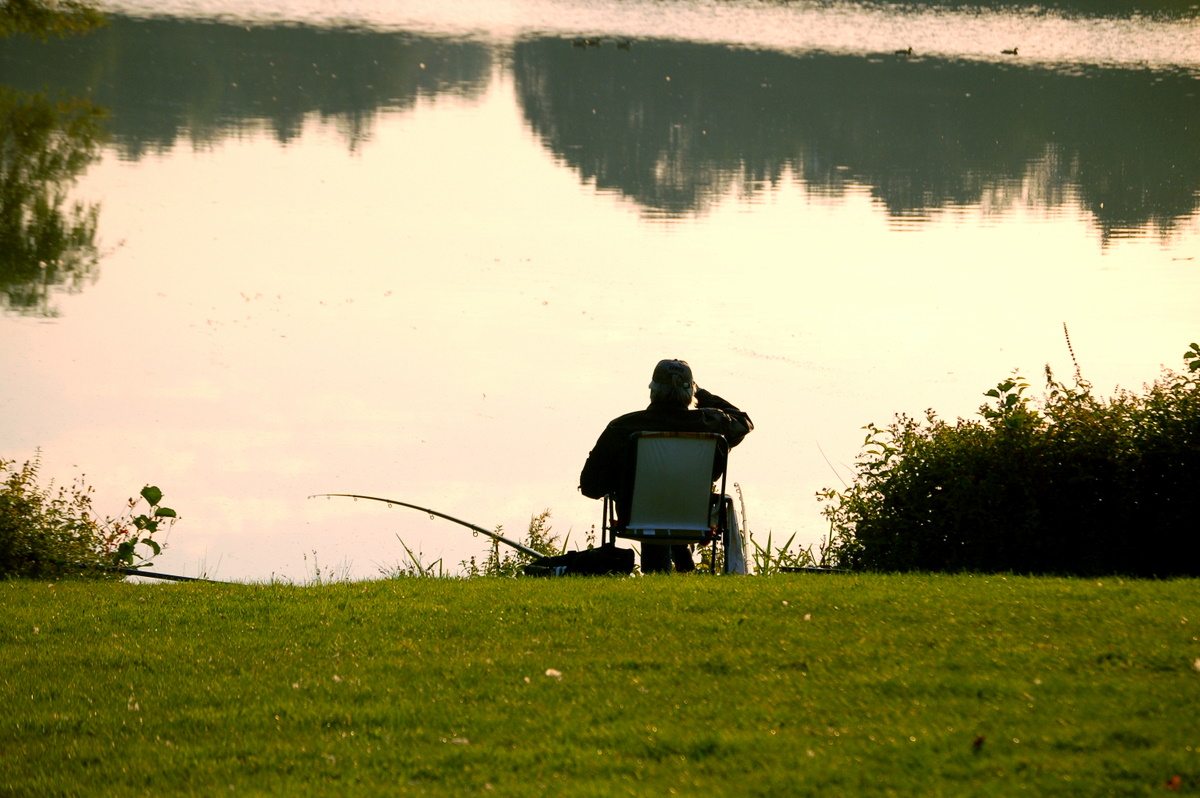

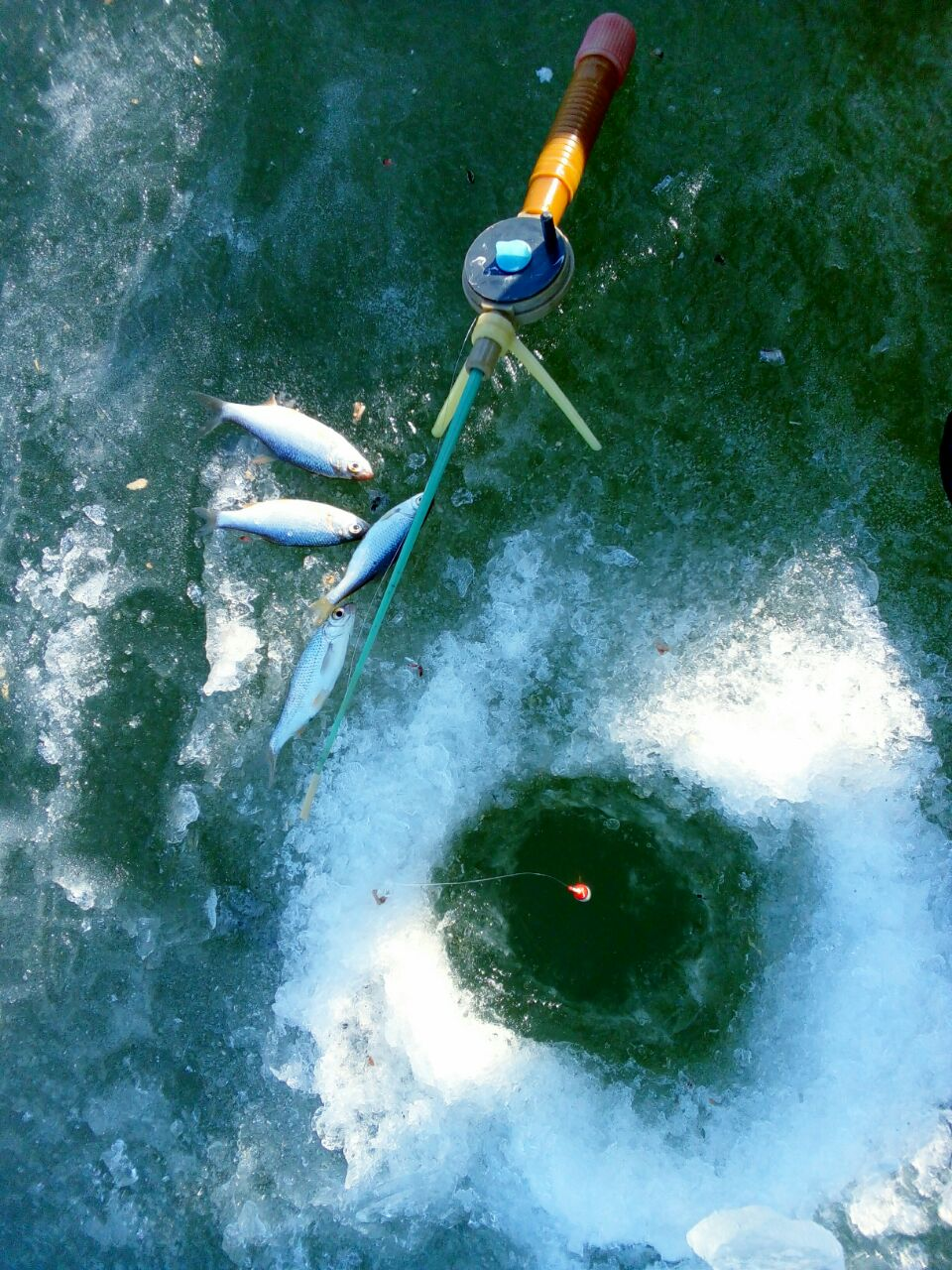
Зимняя поплавочная удочка, поплавок в лунке.

Поплаво́чная у́дочка — одна из простейших рыболовных снастей, что обусловило её повсеместное распространение. 
Поплавочная удочка состоит из удилища, закреплённой на нём лески с поплавком, грузилом и крючком с приманкой. С помощью удилища приманка забрасывается в воду. По поведению поплавка (поклёвке) определяется момент, когда рыба держит приманку во рту. При поклёвке производится подсечка — небольшое резкое движение удилищем. Подсечённая рыба вываживается на берег.

## История
На древних египетских памятниках находится множество иероглифических изображений различной ловли рыб — удочкой, копьём, сетью и тому подобное, в реках, озерах и прудах
Одна из древних рыболовных снастей, поплавочная удочка по сей день прочно удерживает первое место по популярности. Историки считают, что этот вид ужения во многом предопределил развитие рыболовного искусства в целом.
Древние люди, наблюдая за реками и озерами, заметили, что рыба периодически поднимается к поверхности и хватает упавших в воду насекомых, листья и ягоды. Вероятно, кто-то из них сообразил, как это можно использовать. Появилась первая удочка — палка, к которой привязан грубый шнур с большим костяным крючком на конце. Конечно, изящностью эта снасть не отличалась, но, с другой стороны, рыба в древние времена была непуганая, с рыболовными хитростями не знакомая, поэтому ловилась даже на такую удочку.
На окончание XIX столетия, на Руси (в России), уда́ (ж.) была:
- ручная, грузильная и поплавная или верховодка (верховодная[3]), также: червяна́я, кусовая, животна́я (на рыбку) или блесна́, с оловянною рыбкою;
- закидная (доро́жка[4], жерлица[5][6]), бывает и сандо́ва, самоловная (с насторожкой), клоковая (сомовья), тычковая, шашко́вая и прочие.[2]

В России удочка часто получала названия от рыбы, для ловли которой они преимущественно употреблялась, и таким образом различались:
- верховодная, или накидная удочка, употребляемая для ловли рыбы, держащейся у поверхности воды; поплавок — из гусиного пера, или вовсе отсутствует, грузила нет, удилище тонкое, лёгкое, гибкое;
- окунёвая удочка, употребляемая для ловли окуней и другой рыбы, ходящей глубоко в воде; леса от 6 до 12 волос, поплавок из древесной коры, грузило такой тяжести, что поплавок держится вертикально и до половины в воде; удилище до пяти аршин длины;
- наплавная (беговая) удочка — тоже окунёвая, но употребляемая на больших реках для ловли с лодок на глубоких, быстрых местах; все остальные части её значительно крупнее.[7]

## Применение
Поплавочной удочкой можно ловить недалеко от рыболова (зимняя ловля, ловля с лодки, с мостов и др.), на расстоянии двойной длины удилища (спортивная ловля), на расстоянии, во много раз превышающем длину удилища (дальний заброс). Поплавочной удочкой можно обловить любую точку водоёма: от поверхности воды до дна и от берега до расстояния в десятки метров.
В любительской рыбалке удилище поплавочной удочки может быть любого типа — от хлыста, вырезанного в лесу, до современного сверхлёгкого удилища, как с кольцами, так и без. Удилища без колец, как наиболее лёгкие, используются в спортивной ловле.
Длина удилища поплавочной удочки может иметь длину от десятка сантиметров до 18 метров. Его длина зависит от того, как далеко от рыболова находится точка ловли. При использовании удилища без колец длина лески примерно равна длине удилища, поэтому приманку можно забросить лишь на расстояние, не превышающее двойной длины удилища. Если длина лески превышает длину удилища, то становится невозможным заброс, и при вываживании рыбы её трудно подвести близко к берегу. При короткой леске затрудняется вываживание рыбы.
Исключение составляет сверхдлинное удилище, так называемый «штекер». При ловле штекером длина лески значительно короче удилища и не на много превосходит глубину в месте ловли. При забросе насадки штекером (правильнее сказать завозе), штекер собирается, а при вываживании — разбирается.
Увеличение дальности заброса насадки до 100 метров возможно с помощью удилища с кольцами, оснащённого катушкой. Катушка на удилище также облегчает вываживание крупной рыбы.
Все удилища, как правило, требуют балансировки. Удилища без колец балансируют размещением в комле балансировочного груза. Балансировка удилища с кольцами осуществляется подбором катушки соответствующего веса, и расположение её как можно ближе к комлю.
С поплавочной удочкой может использоваться любая выпускаемая промышленностью леска, в отдельных случаях, можно использовать крепкие нити.
Оснастка поплавочной удочки состоит из крючка, поплавка и грузила.
Крючок привязывается к концу лески рыболовным узлом. На крючок насаживается живая или искусственная приманка. Выше крючка на леске крепится поплавок. Поплавок на поплавочной удочке служит сигнализатором поклёвки, то есть он показывает, когда рыба взяла насадку в рот, и определяет момент подсечки. Между крючком и поплавком на леске закрепляется грузило (их может быть несколько). Грузило подбирается такого веса, чтобы поплавок принял рабочее положение (обычно, вертикальное). Кроме того, грузило, натягивая леску до поплавка, обеспечивает жёсткую связь между насадкой и поплавком при передаче поклёвки на поплавок. Расстояние между поплавком и крючком называется спуском. Сдвигая поплавок по леске, можно изменять величину спуска, тем самым ловить у поверхности или в толще воды, или положить насадку на дно.
Оснастка поплавочной удочки зависит от способа ловли. В зависимости от условий ловли, различают летнюю и зимнюю ловлю. Летом ловят в стоячей воде прудов, озёр и заливов рек, на течении в проводку, с лодки. Зимой ловят зимней поплавочной удочкой, просверлив ледобуром во льду лунку.